# Rastiegaj

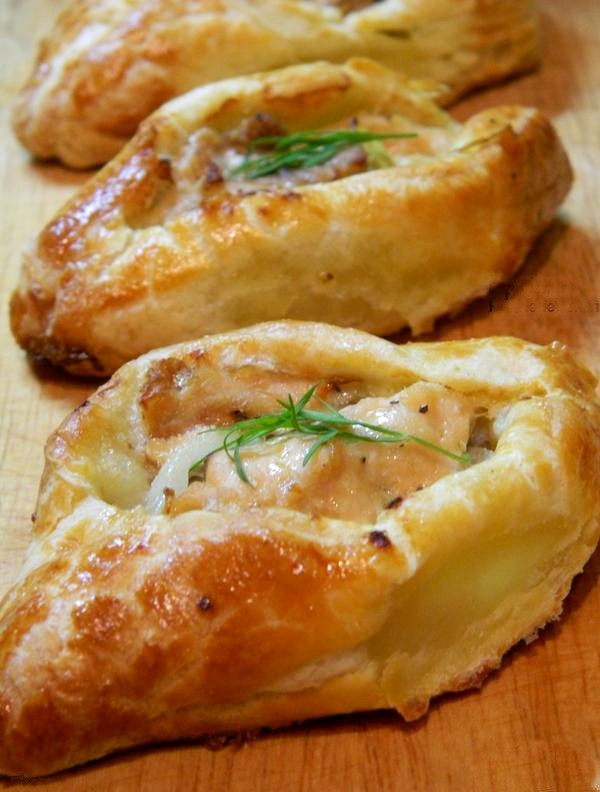
Rastiegaje z nadzieniem z łososia

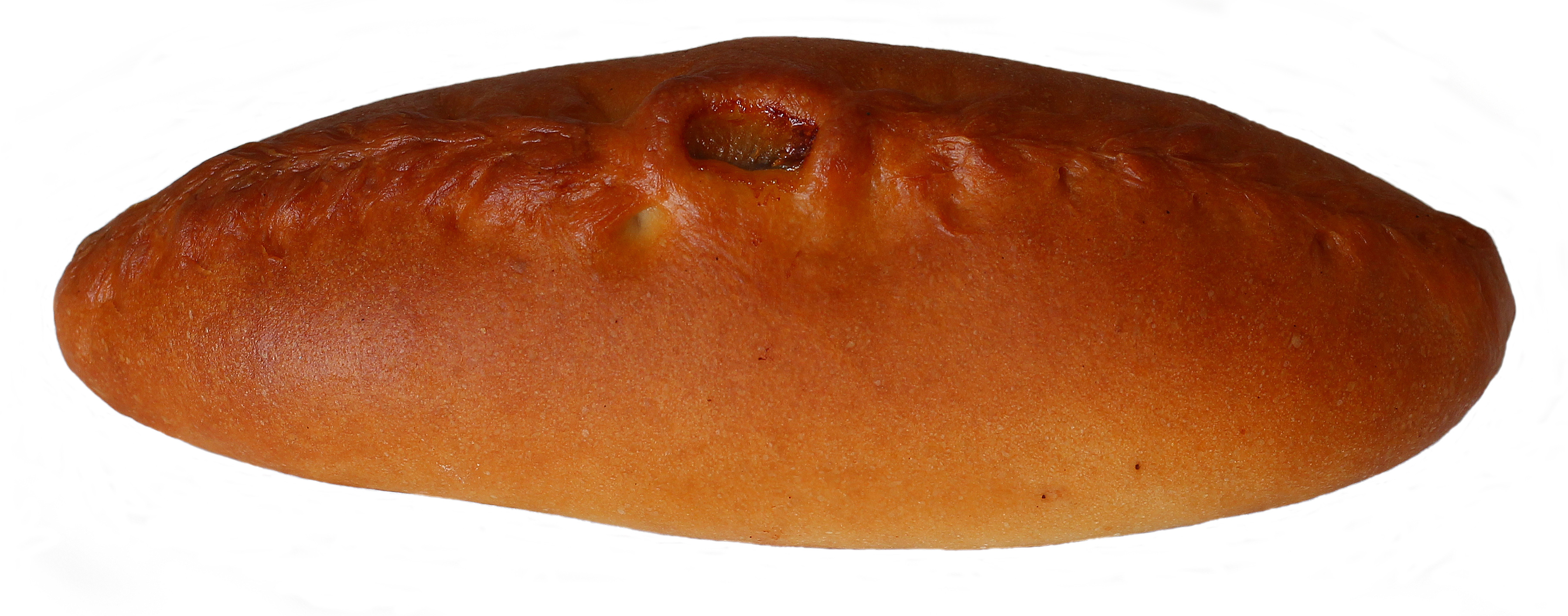
Rastiegaj

Rastiegaj (ros. расстега́й) – w kuchni rosyjskiej, rodzaj pasztecika, drożdżowy pierożek z otworem na górze (niezalepionym środkiem). Nadzienie jest zazwyczaj rybne (mięso ryb lub wiaziga), ale używa się też innych mięs, wątróbki z jajkami albo też ryżu z grzybami i warzywami. Dodatkowo, przed upieczeniem do otworu na górze wkłada się kawałki mięsa (np. kawałek wędzonej ryby) lub kawior ziarnisty.
Otwór na górze służy też do podlewania nadzienia bulionem. Rastiegaj zwykle ma pociągły kształt porównywany do buta lub łódki.

## Sposoby podania
Rastiegaje podaje się zazwyczaj do rosołu rybnego lub mięsnego (zależnie od rodzaju nadzienia), ale też np. do zupy ogórkowej z rybą lub do zupy ziemniaczanej z rybą.  Znaną potrawą kuchni rosyjskiej jest też ucha z rastiegajem – zupa tradycyjnie podawana w glinianej misce z drewnianą łyżką. Podając rastiegaje do zupy, wykłada się je na osobnych półmiskach.
Rastiegaje nadziewane rybą i ryżem podaje się do kawioru. 